# 地球キャッチミー
『地球キャッチミー』（ちきゅうキャッチミー）は、1990年1月28日から1992年9月27日までテレビ朝日系列局で放送されていたドキュメンタリー番組、紀行番組。朝日放送とオフィス・トゥー・ワンの共同製作。放送時間は毎週日曜 19:00 - 19:30 （日本標準時）。

## 概要
毎回芸能人リポーターがホームステイをしに日本国外へ赴いていた番組。
当初のキャッチコピーは「綱引きコミュニケーション 地球キャッチミー」で、その当時は番組の終盤でリポーターと現地在住者による綱引き合戦の模様を放送していたが、後に『新・地球キャッチミー』と改題してからはキャッチコピーが「お祭りコミュニケーション 新・地球キャッチミー」になり、以後は現地在住者が祭りで披露する踊りなどを放送するようになった。
また、1991年6月まではMIKI HOUSEの一社提供だったが、『新・地球キャッチミー』へ改題した同年7月以降は同社を含む複数社提供で放送されていた。

## テーマ曲
エンディングテーマは井上昌己の「僕がいるから大丈夫」。次回予告では森川美穂の「ブルーウォーター」（『ふしぎの海のナディア』のオープニングテーマ）が流れていたが、流れるのは伴奏のみで歌は入っていなかった。

## ネット局
| 放送対象地域  | 放送局             | 系列                          | ネット形態 | 備考                              |
| ------------- | ------------------ | ----------------------------- | ---------- | --------------------------------- |
| 近畿広域圏    | 朝日放送           | テレビ朝日系列                | 製作局     |                                   |
| 関東広域圏    | テレビ朝日         | テレビ朝日系列                | 同時ネット |                                   |
| 北海道        | 北海道テレビ       | テレビ朝日系列                | 同時ネット |                                   |
| 青森県        | 青森朝日放送       | テレビ朝日系列                | 同時ネット | 開局後の1991年10月20日から        |
| 宮城県        | 東日本放送         | テレビ朝日系列                | 同時ネット |                                   |
| 山形県        | 山形放送           | 日本テレビ系列 テレビ朝日系列 | 同時ネット | [ 注 1 ]                          |
| 福島県        | 福島放送           | テレビ朝日系列                | 同時ネット |                                   |
| 新潟県        | 新潟テレビ21       | テレビ朝日系列                | 同時ネット |                                   |
| 長野県        | 長野朝日放送       | テレビ朝日系列                | 同時ネット | 1991年4月開局から                 |
| 静岡県        | 静岡けんみんテレビ | テレビ朝日系列                | 同時ネット | [ 注 2 ]                          |
| 石川県        | 石川テレビ         | フジテレビ系列                | 遅れネット | 1990年2月2日から1991年9月27日まで |
| 石川県        | 北陸朝日放送       | テレビ朝日系列                | 同時ネット | 開局後の1991年10月20日から        |
| 中京広域圏    | 名古屋テレビ       | テレビ朝日系列                | 同時ネット |                                   |
| 広島県        | 広島ホームテレビ   | テレビ朝日系列                | 同時ネット |                                   |
| 香川県 岡山県 | 瀬戸内海放送       | テレビ朝日系列                | 同時ネット |                                   |
| 福岡県        | 九州朝日放送       | テレビ朝日系列                | 同時ネット |                                   |
| 長崎県        | 長崎文化放送       | テレビ朝日系列                | 同時ネット | 1990年4月開局から                 |
| 熊本県        | 熊本朝日放送       | テレビ朝日系列                | 同時ネット |                                   |
| 鹿児島県      | 鹿児島放送         | テレビ朝日系列                | 同時ネット |                                   |

※なお、本番組終了の4日後に開局した秋田朝日放送では、サービス放送で最終回のみの放送であった。